# Parc de l'Aurence I
Le parc de l'Aurence I est un espace vert de Limoges, situé de part et d'autre du ruisseau de l'Aurence, qui longe l'ouest de la ville. Il correspond à la partie amont du parc de l'Aurence, l'autre section étant appelée parc de l'Aurence II. Le parc de l'Aurence se divise précisément en deux sections non contiguës : le parc de l'Aurence I, dans sa partie nord amont, et le parc de l'Aurence II, en aval au sud.
Le parc de l'Aurence I se situe en contrebas du cimetière de Louyat (rive gauche) et du quartier du Mas-Gigou (rive droite), tout de suite en aval du parc du Moulin-Pinard, lui-même contigu au lac artificiel d'Uzurat. Il comprend une pièce d'eau sur l'Aurence et abrite quelques espèces animales domestiques. Il est séparé du parc du Moulin Pinard par la ligne de chemin de fer Poitiers-Limoges.